# Liga dos Camponeses Pobres
La Liga dos Camponeses Pobres (LCP) és un moviment camperol actiu a tot el Brasil. Va ser fundat oficialment l'any 1999 a Rondônia, després de la Massacre de Corumbiara del 9 d'agost de 1995, quan part del moviment camperol va trencar amb la direcció del Moviment dels Treballadors Rurals Sense Terra reclamant al camperolat de deixar enrere la idea de reforma agrària del govern i mobilitzar les seves forces per a una transformació radical del camp.

## Història
La LCP es diferencia d'altres corrents del moviment camperol ja que defensa l'ocupació dels latifundis i l'inici de la producció tan bon punt s'ocupen les terres. Les decisions sobre la resolució dels problemes del dia a dia on opera l'LCP es prenen a les Assemblees del Poder Popular.
L'LCP ha estat acusat de ser una organització guerrillera. Això no obstant, el seu lideratge i els seus partidaris neguen aquestes consideracions i promouen campanyes nacionals per a l'alliberament dels activistes arrestats. L'agost de 2008, l'LCP va celebrar el seu V Congrés, precedit d'una sèrie de reunions a les quals van assistir centenars de treballadors del camp, malgrat que diversos dels seus líders han estat assassinats.
L'octubre de 2020, l'aleshores president Jair Bolsonaro va publicar a les seves xarxes socials el vídeo d'un enfrontament entre militants de l'LCP i policies a Rondônia, acompanyat de la frase «Tinc la meva opinió, quina és la teva?». Dies després la localitat va ser objectiu d'una operació militar i hi va haver execucions i segrestos de membres de l'organització.
El 17 de febrer de 2022, la direcció de la Liga dos Camponeses Pobres, Ilma Rodrigues dos Santos i el seu marit Edson Lima Rodrigues, van ser assassinats amb trets al cap. Els cossos de la parella es van localitzar al costat del seu camió, que va ser incendiat.

## Ideologia
Segons la publicació de l'LCP Nosso Caminho, el programa general de l'organització exposa els objectius d'una revolució agrària al camp brasiler per a substituir els latifundis per una producció i estructura col·lectives. El programa general es defineix per 15 punts:
1. La fi dels latifundis: la terra per qui la treballa
2. La terra amb una funció social segons els interessos de la majoria del poble i de la nació
3. La nacionalització de la terra i les grans empreses capitalistes rurals com a objectiu final
4. Una nova política agrària i creditícia per a fer viables econòmicament les petites i mitjanes propietats del sòl
5. La creació i promoció d'agropobles i aplicació industrial a totes les regions rurals
6. La creació d'un sistema d'assistència sanitària amb les infraestructures necessàries al camp
7. La creació d'un sistema educatiu i un nou tipus d'escola centrat en la producció i la lluita de classes
8. Organització social i política independent basada en la democràcia directa de les Assemblees del Poder Popular
9. Política especial per a la regió seca (semiàrida) del nord-est
10. Política especial per a la regió amazònica
11. Suport a la lluita dels treballadors de la ciutat: enfortir l'aliança obrer/camperol
12. Reconeixement i suport a l'autodeterminació de les nacions i pobles indígenes
13. Enfortir i desenvolupar la ideologia/política de les masses cap a la col·lectivització de la terra com a objectiu final
14. Una nova economia, una nova cultura, una nova política, una nova democràcia i un nou poder democràtic popular
15. Solidaritat internacionalista amb la lluita dels pobles contra l'imperialisme i pel progrés